# Mariusz Piekarski
Mariusz Piekarski (Białystok, 22 de março de 1975) é um ex-futebolista polonês que atuava como meio-campista.

## Carreira
Piekarski iniciou sua carreira nas categorias de base do Jagiellonia Białystok na década de 1990. Neste período, atuou com destaque na seleção olímpica polonesa, assim como seu colega Krzysztof Nowak e em 1996 os dois meias são comprados pelo empresário uruguaio Juan Figer, que os viu em ação contra a Seleção Brasileira em Vitória. Figer transferiu a dupla para o Atlético Paranaense.
Piekarski foi o primeiro polonês a jogar em uma equipe da primeira divisão do Campeonato Brasileiro. Apesar de pouco marcarem em relação a gols, ambos foram importantes na campanha do Campeonato Brasileiro de 1996, quando o Furacão chegou até as quartas-de-final.Jogou no rubro negro paranaense até 1997 e neste mesmo ano é transferido para o Flamengo.
Estreou pelo Flamengo numa derrota de 3 a 0 para Portuguesa, no Canindé, pelo Brasileirão. Rapidamente acabou perdendo espaço e sua participação no Fla foi praticamente nula. Foram apenas 13 partidas em cinco meses, nenhum gol marcado e uma assistência, em partida válida pelo Brasileirão de 1997, contra o Vitória, quando Piekarski criou uma boa trama e o gol do Flamengo surgiu de uma boa jogada do estrangeiro pela esquerda. Ele cruzou, Lúcio raspou de cabeça e Sávio concluiu fraco para finalizar a partida que terminaria em 1–0 para o Flamengo. No final do ano, não teve seu contrato renovado, e foi transferido para o Mogi Mirim EC.
Emprestado pela Federação Paulista de Futebol, Piekarski não teve um bom relacionamento com o ex-técnico do Mogi, Roberval Davino, e foi pouco aproveitado.
Ainda em 1998, retornou para a Europa. Em sua negociação para o retorno, onde atuaria no clube francês Sporting Club de Bastia, foi envolvido em um escândalo de corrupção protagonizado por Eduardo José Farah, então presidente da Federação Paulista de Futebol, na quantia de US$ 1,2 milhões. Piekarski foi mal no Bastia e na temporada 1999-2000, foi para o Legia Varsóvia, da Polônia.
Posteriormente, atuou no Chipre, onde pendurou as chuteiras com apenas 27 anos, após ter lesionado o tornozelo em entrada sofrida. 

### Seleção Polonesa de Futebol
Piekarski jogou na Seleção Polonesa em duas oportunidades (ambas em jogos amistosos). Sua primeira participação se deu na derrota por 4–0 para Seleção Paraguaia em 1998, e sua segunda - e ultima - participação se deu na vitória de 2–1 diante das Ilhas Faroe.

### Fora dos campos
Pouco depois de parar, virou empresário e intermediou a ida de Roger Guerreiro para o futebol polonês. Também levou Edson Canhão, lateral-esquerdo revelado pelo Sport, pouco conhecido pelos brasileiros e de muito sucesso na Polônia.

## Vida pessoal
Quando morava em Curitiba, em 1996, Piekarski conhece a ex-modelo e ex-Miss Brasil (eleita em 1995), a paranaense Kelley Vieira, em uma entrevista para a Rede Globo local, pois Vieira, nesta época era repórter. Em 1997, os dois casaram-se, se mudaram para a França, quando o Bastia comprou Piekarski, porém, o casamento durou poucos anos. Tão logo se casaram, tiveram um filho, Daniel.
Em 1999, o meio-campo polonês voltou a se casar no registro civil da Cracóvia com uma jovem. Em 2003, foi condenado por um tribunal de Cracóvia pelo crime de bigamia após se casar com uma segunda esposa antes de se divorciar legalmente da ex-Miss Brasil Kelley Vieira. Para não ser preso, pagou uma fiança de aproximadamente 2.500 dólares.

## Títulos
Legia Warszawa
- Campeonato Polonês: 2002
- Copa da Liga Polonesa: 2002

Anorthosis Famagusta FC
- Cypriot Cup (Cypriot First Division): 2003